# Věra Ferbasová
Věra Ferbasová, född 21 september 1913 i Sukorady, Böhmen, Österrike-Ungern, död 4 augusti 1976 i Prag, Tjeckoslovakien, var en tjeckisk skådespelare. 
Ferbasová kom in på skådespeleriet av en slump då hon arbetade som sekreterare vid Vlasta Burian-teatern. Vid ett tillfälle fick hon hoppa in som ersättare för en sjuk Anny Ondra, vilket blev så lyckat att hon fortsatte med skådespeleriet. Hon var en populär komedienne i Tjeckoslovakien under 1930-talets senare del med flera huvudroller i film. Från 1943-1958 var hon helt borta från filmandet, men återkom därefter i roller som äldre kvinnor.

## Filmografi, urval
- 1936 – Tři muži ve sněhu
- 1936 – Ulicnice
- 1937 – Mravnost nade vše
- 1958 – Poslušně hlásím
- 1968 – Pension pro svobodné pány
- 1969 – Lärkmarionetter
- 1972 – Pan Tau (TV-serie)
- 1974 – Jáchyme, hoď ho do stroje!